# Aclista rufipes
Aclista rufipes är en stekelart som först beskrevs av Jean-Jacques Kieffer 1907.  Aclista rufipes ingår i släktet Aclista, och familjen hyllhornsteklar. Arten är reproducerande i Sverige.